# Нгга-Пилимсит
Нгга-Пилимсит (индон. Ngga Pilimsit, колониальное название Иденбург) — гора в западной части острова Новая Гвинея, провинция Папуа, Индонезия.

## География
Гора расположена в западной части гор Маоке, в горном хребте Судирман. Между горами Нгга-Пилимсит и Джая находится крупнейший в мире золото-медный карьер Грасберг. Высота — 4717 м, относительная высота — 557 м. Является одной из самых высоких гор Новой Гвинеи и Индонезии.
Впервые была покорена 21 февраля 1962 года экспедицией под руководством австрийского альпиниста Генриха Гаррера.
Горные ледники, которые в середине XIX века покрывали вершины и склоны всех чытерёхтысячников Новой Гвинеи в XX веке начали интенсивно таять. На горе Нгга-Пилимсит до 2003 года ледник полностью растаял.